# محمد أصلان توغ
محمد أصلانتوغ (من مواليد 25 سبتمبر 1961) هو ممثل ومخرج ومنتج وكاتب سيناريو تركي من أصل أديغي. وقد حصل على جائزة جولدن بول، وجائزة الهدف الذهبي، ثلاث جوائز البرتقال الذهبي، وأربع جوائز الفراشة الذهبية.

## حياته الشخصية والفنية
ولدت أصلانتوغ عام 1961 لأبوين شركسيين من تركيا. وقد ظهر في أكثر من 30 فيلمًا وبرنامج تلفزيوني منذ عام 1981. ولعب دور البطولة في رحلة العقرب، الذي عرض في قسم نظرة خاصة الامم المتحدة في مهرجان كان السينمائي عام 1997 وفي أبريل 2011، أعلن أن اصلانتوغ تصوير دور تشركيز إيثام في فيلم محي قندور القادم وتزوج أصلان توغ في عام 1996 من الفنانة ارزوم اونان ولديهما ابن واحد.

## الأفلام
| العام | الفيلم                  | دور   | ملاحظات                        |
| ----- | ----------------------- | ----- | ------------------------------ |
| 1981  | العودة إلى الحب         |       |                                |
| 1985  | برج العقرب              |       |                                |
| 1986  | قبل شروق الشمس          |       |                                |
| 1987  | اليراع يلماز            | يلماز |                                |
| 1992  | فتح الأبواب             |       |                                |
| 1993  | كذاب                    |       |                                |
| 1994  | سلة السلطعون            |       |                                |
| 1994  | حرب العصابات            | محمد  |                                |
| 1995  | تشريح المرأة            |       |                                |
| 1997  | رحلة العقرب             | كريم  |                                |
| 2006  | مقتل سوات في أنقرة      | نديم  |                                |
| 2010  | النصف الثاني من حب عارف | عارف  | ممثل ومخرج ومنتج وكاتب سيناريو |